# Juan Lembeye
Juan Lembeye Lartaud (Ferrol, La Coruña, 1816 - Culleredo, La Coruña, diciembre de 1889), fue un naturalista y ornitólogo español.
Lembeye fue el autor de Aves de la Isla de Cuba (1850), libro único por sus ilustraciones de aves publicado en Cuba. Lembeye nació en Ferrol, España, hijo de una familia de origen francés y tradición liberal, que vivió en Cuba desde joven, desde la década de 1830 hasta la década de 1860, y que comenzó a interesarse en las aves mientras estaba allí. La mayoría de los 38 dibujos en su libro fueron copiados de las placas ‘octavo reales’ de John James Audubon, en algunos casos, incluso copió las plantas incluidas en el fondo. 
Lembeye descubrió el ruiseñor cubano (Myadestes elisabeth) y el pechero (Teretistris fernandinae). Su persona es conmemorada en el nombre específico del sinsontillo, Polioptila lembeyei. Entre sus colegas se incluyen Juan Cristóbal Gundlach y Victor López Seoane. Fue Juan Cristóbal Gundlach el que le cedió el honor de publicar en su libro la primera descripción del pájaro mosca o zunzuncito Mellisuga helenae.
Antes de 1863 regresa a España estableciéndose en Culleredo, La Coruña, donde es elegido concejal ese mismo año.
Se dedica a diferentes investigaciones en el mundo de la agronomía estudiando las enfermedades del trigo, los nuevos abonos, los insecticidas, etc. De estos estudios e investigaciones publica dos libros, La caries, inoculación esporádica de los trigos y medio de evitarla, publicado en 1876 y Consideraciones y consejos agrícolas para mejorar las cosechas de trigo en Galicia y perfeccionar los abonos, en 1885. También se encarga de enseñar cómo mejorar las cosechas a los agricultores de la comarca.
En 1868 es elegido alcalde de Culleredo, permaneciendo en ese cargo hasta 1871. 
En 1889 vuelve a ser elegido alcalde pero una grave enfermedad acaba con su vida en diciembre de ese mismo año.
El ayuntamiento de Culleredo le ha dado su nombre al Aula de Naturaleza que se encuentra en el Jardín Botánico "Ría do Burgo" y a una calle en la parroquia de Culleredo.

## Abreviatura (zoología)
La abreviatura Lembeye  se emplea para indicar a Juan Lembeye como autoridad en la descripción y taxonomía en zoología.